# Fornădia, Hunedoara
Fornădia este un sat în comuna Șoimuș din județul Hunedoara, Transilvania, România.

## Personalități
- Petru Șuteu (1885 - 1941), deputat în Marea Adunare Națională de la Alba Iulia 1918

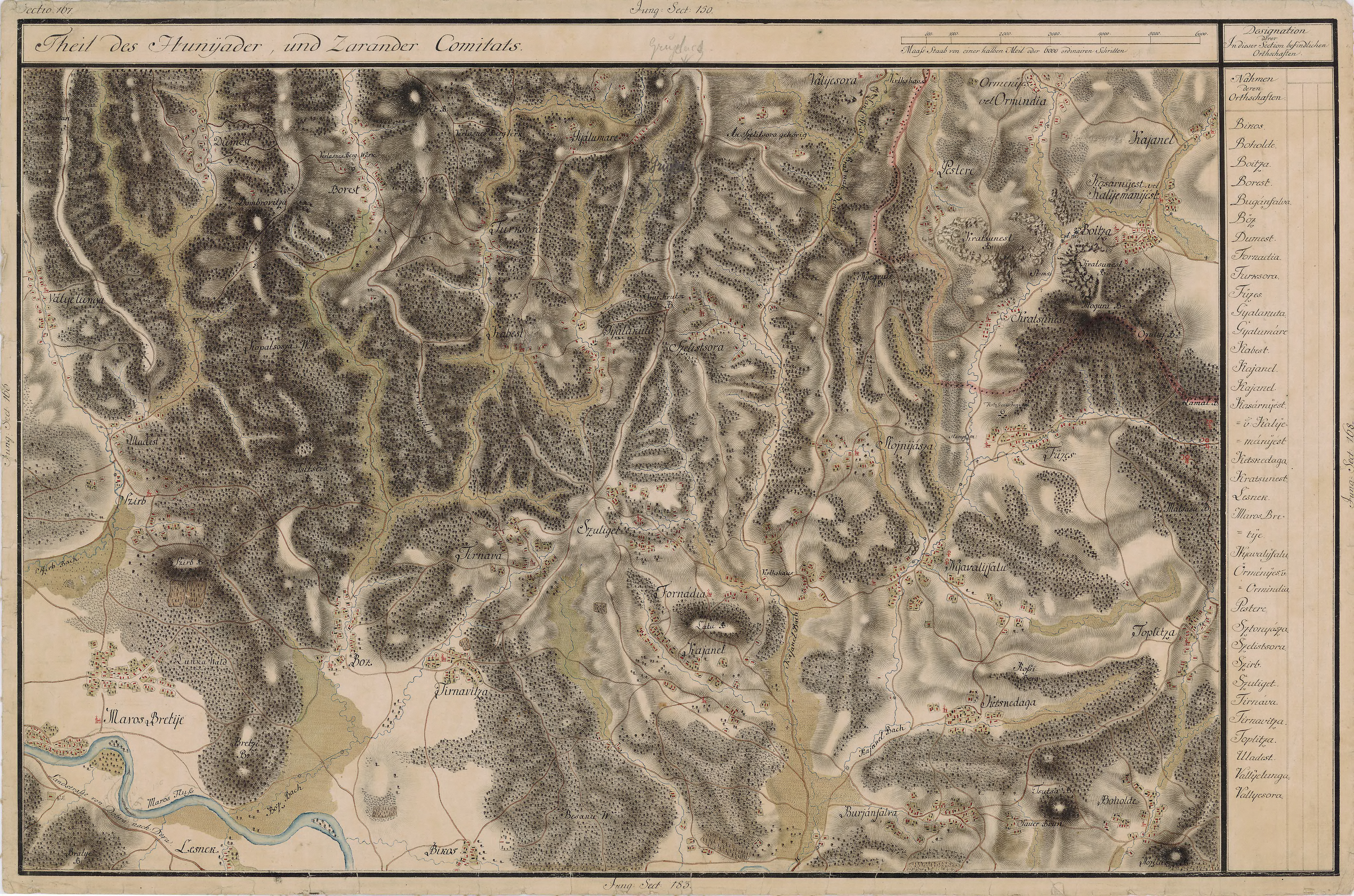
Fornădia în Harta Iosefină a Transilvaniei, 1769-1773